# Perissandria
Perissandria là một chi bướm đêm thuộc họ Noctuidae.